# Schluein
Schluein ([ʃlu̯ɛɪ̯n]ⓘ, deutsch und bis 1983 offiziell Schleuis) ist eine politische Gemeinde im Schweizer Kanton Graubünden. Sie gehört zur Region Surselva.

## Geographie
Das rätoromanischsprachige (Sursilvan) Dorf liegt 4 km östlich von Ilanz im Vorderrheintal, wenige Kilometer vom bekannten Ferienzentrum Flims–Laax-Falera sowie vom Eingang zur Rheinschlucht (Ruinaulta). Die Gemeinde besteht aus Casanova  sowie Schluein und Falerin , zwei Siedlungen unterschiedlichen Charakters.
Seit Dezember 2016 verbindet eine Brücke für den Langsamverkehr Schluein mit Castrisch auf der südlichen Seite des Vorderrheins.

## Geschichte
Erstmals wurde Falerin 831 als Falerunae das Dorf im Jahr 1298 als Sluwen erwähnt. Schluein war ehemals ein bischöfliches Lehen. Vom Hochmittelalter bis 1803 war Schluein (ohne Falerin) unter der Herrschaft derer von Löwenberg. Die 1321 erwähnte Kirche St. Petrus und Paul war eine Filiale von Sagogn. Westlich des Dorfes stand auf einem Hügel die Burg Löwenberg, von der jedoch nur noch wenige Reste vorhanden sind. Schluein trat 1429 als Gerichtsgemeinde dem Oberen Bund bei und bildete danach mit den Gerichten Gruob und Tenna das Hochgericht Gruob. 1530 erfolgte der Auskauf der Zehnten und der weltlichen Feudalrechte, 1585 jener der Gerichtsrechte. Zwischen dem 15. und dem 17. Jahrhundert zweigte die Strasse ins Val Lumnezia bzw. nach Vals und Safien bei Schluein ab und querte den Vorderrhein südöstlich nach Sessafret (heute Saissafratga oder Sassfau) bei Castrisch.
Die Gemeinde, die von 1851 bis 2000 zum Bezirk Glenner gehört hat, profitiert von der günstigen Verkehrslage und weist eine ausgewogene Alters- und Erwerbsstruktur auf. 2005 stellte der erste Sektor noch mehr als 15 Prozent, der dritte knapp 54 Prozent der Arbeitsplätze in der Gemeinde.

## Wappen
| Wappen von Schluein | Blasonierung: «Gespalten von Blau und Gold; in Blau ein goldener Schlüssel und in Gold ein gestürztes blaues Schwert»                                                               |
| Wappen von Schluein | Schlüssel und Schwert sind die Attribute der Heiligen Petrus und Paulus. Das Wappen der Herren von Löwenberg, denen die Freiherrschaft Schleuis gehörte, lieferte die Wappenfarben. |

## Bevölkerung
| Bevölkerungsentwicklung | Bevölkerungsentwicklung | Bevölkerungsentwicklung | Bevölkerungsentwicklung | Bevölkerungsentwicklung | Bevölkerungsentwicklung | Bevölkerungsentwicklung |
| ----------------------- | ----------------------- | ----------------------- | ----------------------- | ----------------------- | ----------------------- | ----------------------- |
| Jahr                    | 1850                    | 1900                    | 1930                    | 1950                    | 2000                    | 2020                    |
| Einwohner               | 366                     | 424                     | 593                     | 554                     | 602                     | 611                     |

## Mühlen

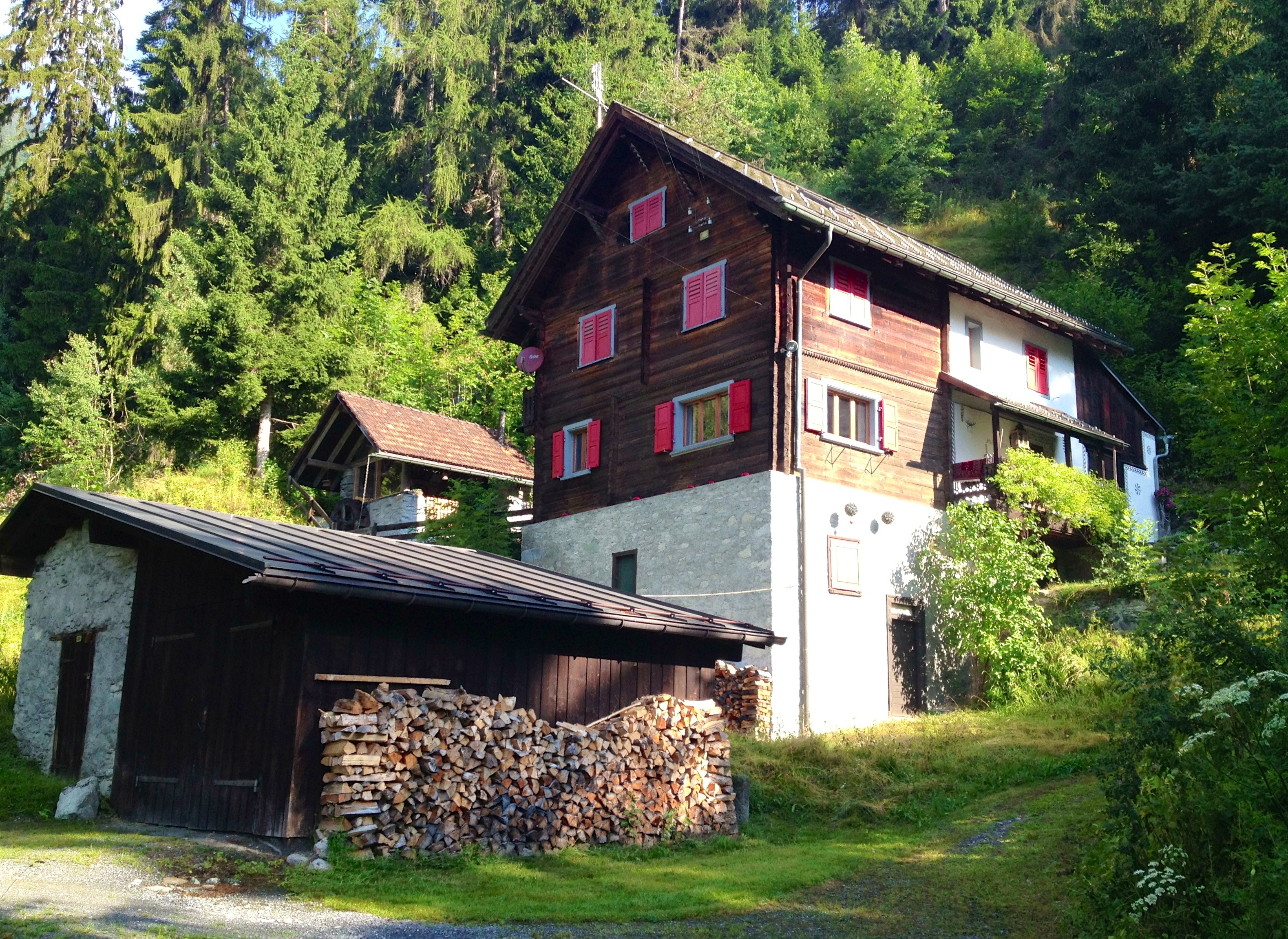
Mulin Sura

Oberhalb des Dorfes lag die Mulin Sura (obere Mühle). Die kleine Mühle, die zum Stampfen von Gerste und Hirse diente, steht noch; die grosse Kornmühle hingegen ist verschwunden. Von den Kanalleitungen haben sich schwache Spuren erhalten. Die Mulin sut (untere Mühle) lag unterhalb der Landstrasse. Mit einem zusätzlichen Wasserrad wurde seit dem 19. Jahrhundert eine Säge angetrieben, die um 1950 abgebaut wurde. Noch während des Zweiten Weltkriegs waren die Mühlen von Schluein im Rahmen des «Plans Wahlen» in regem Gebrauch. Nach 1945 mussten die traditionellen Mühlen der modernen Neumühle von Ilanz weichen.

## Sport

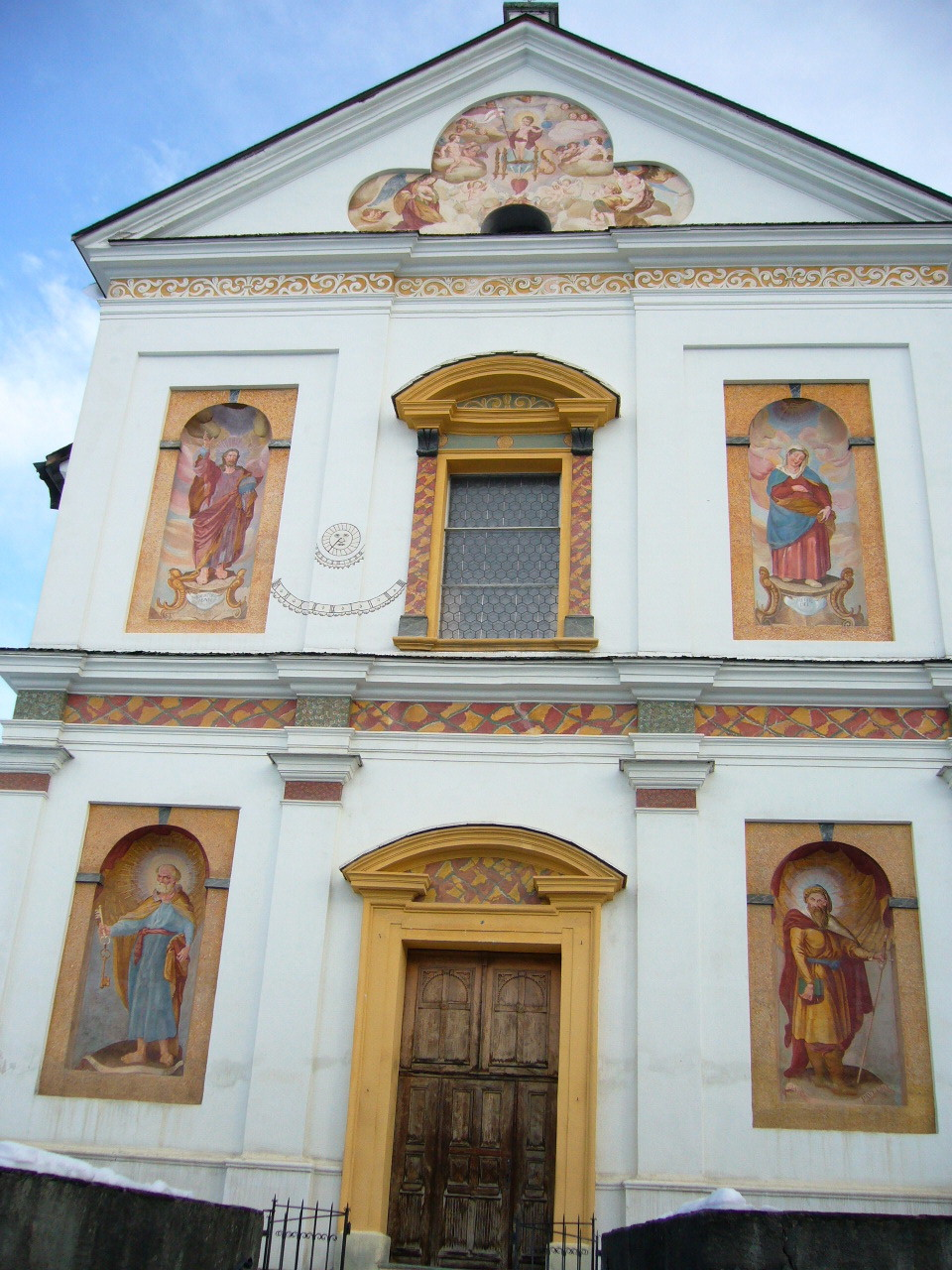
Fassade der Dorfkirche

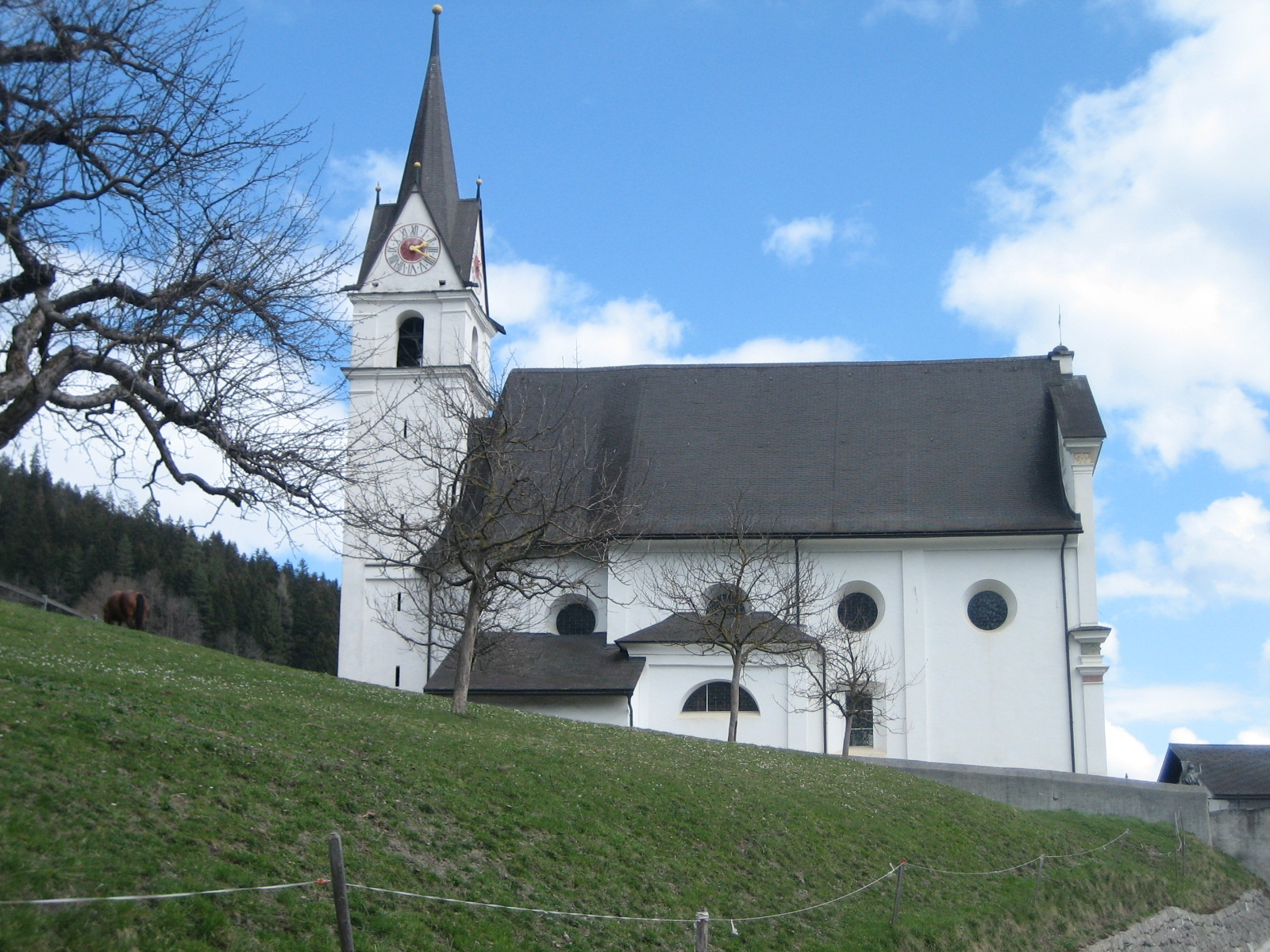
Kirche von Schluein

Die Uniun Sportiva Schluein Ilanz, kurz USSI, ist ein schweizerischer Fussballverein.

## Sehenswürdigkeiten
- katholische Pfarrkirche Sankt Peter und Paul mit historischer Braun-Orgel von 1873[7]

## Varia
Der Neubau der 1889 abgebrannten Burg Löwenberg beherbergte bis 1972 eine Waisenanstalt, später war es ein Durchgangszentrum für Asylbewerber. Dieses war Schauplatz im Film «Canzun Alpina - Stimmen des Herzens», der im September 2008 in die Kinos kam.
Das Gebäude wurde von der von Ralf Schlaepfer initiierten gemeinnützigen Stiftung Surselva Impact Lab vor dem Zerfall gerettet. Im Surselva Impact Lab können Jungunternehmen gratis ihr Unternehmen aufbauen. Künstler tragen zu einer kreativen Umgebung bei.
Im Gebäude ist auch die Mint-Academie der Surselva für Primarschüler untergebracht.

## Bilder

Luftbild von Werner Friedli (1949)
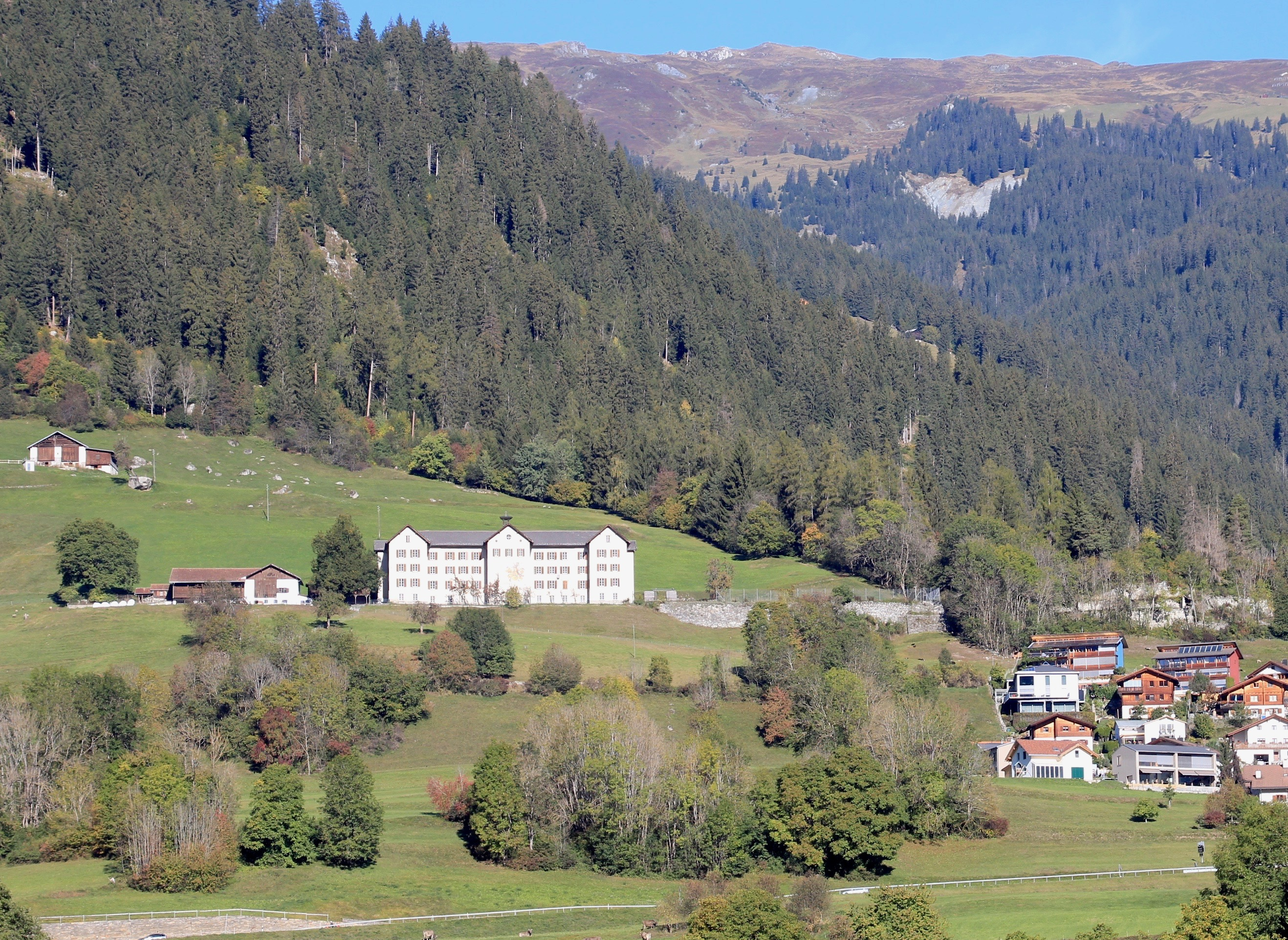
Rechts der Hügel mit den Ruinen der Burg Löwenberg, links der Neubau
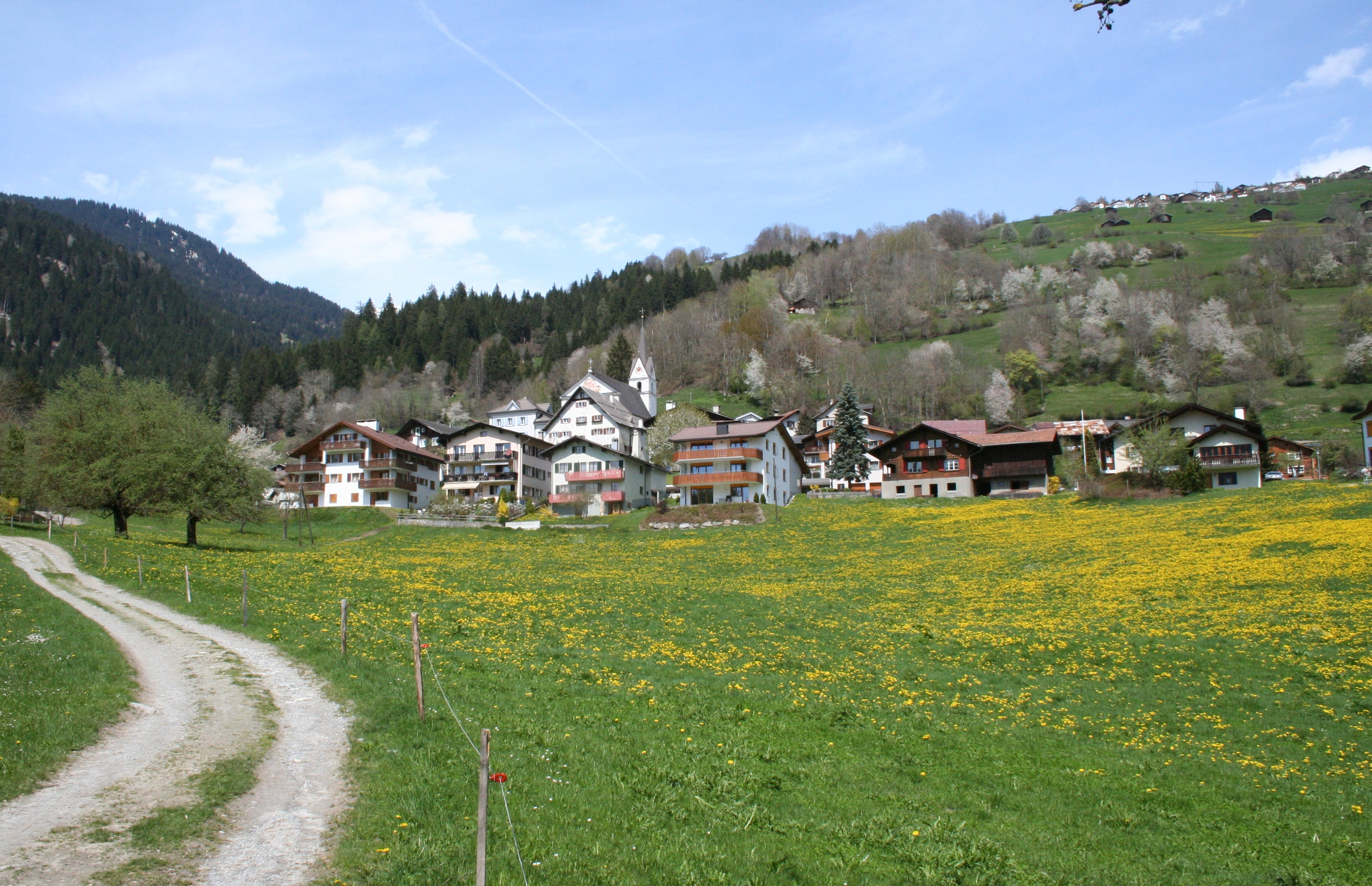
Blick auf Schluein
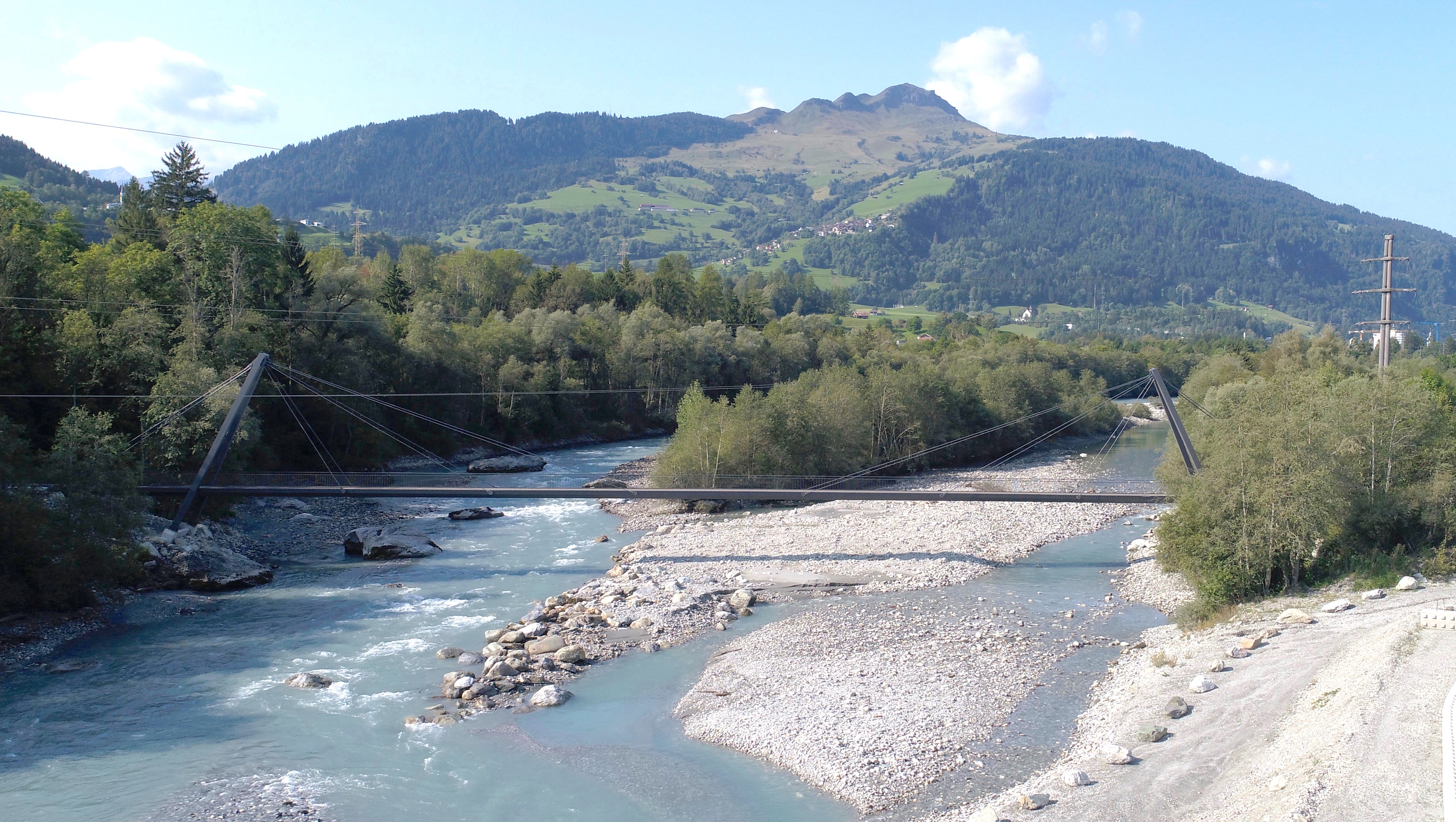
Brücke zwischen Schluein und Castrisch

## Persönlichkeiten
- Donat Cadruvi (1923–1998), Politiker, Schriftsteller und Jurist